# فيرونيكا مارس (فلم)
فيرونيكا مارس (بالإنجليزية: Veronica Mars) فيلم دراما وغموض أمريكي. من إنتاج وإخراج روب توماس. كمل الفيلم قصة المسلسل التلفزيوني بنفس العنوان الذي عرض على قناة "UPN\CW" في 2004. بطولة كريستين بيل بدور فيرونيكا مارس، عرض الفيلم في صالات السينما في 14 مارس، 2014، وحقق 3.5$ مليون دولار في شباك التذاكر.

## الممثلين والشخصيات
- كريستين بيل بدور فيرونيكا مارس
- جيسون دورينغ بدور لوغان إيكولس
- كريستين ريتر بدور جيا غودمان
- رايان هانسن بدور ديك كازابلانكاس
- فرانسيس كابرا بدور إيلي «ويفل» نافارو
- بيرسي دوغس الثالث بدور والاس فينل
- كريس لأول بدور ستوش «بيز» بيزنارسكي
- تينا ماجورينز بدور سيندي «ماك» ماكينزي
- إينريكو كولانتوني بدور كيث مارس

## وصلات خارجية
- الموقع الرسمي
- الموقع الرسمي
- مقالات تستعمل روابط فنية بلا صلة مع ويكي بيانات